# سیارک ۱۰۶۶۰
سیارک ۱۰۶۶۰ (به انگلیسی: 10660 Felixhormuth، نامگذاری:4348T-1) ده هزار و ششصد و شصتمین سیارک کشف شده‌است که در ۲۶ مارس ۱۹۷۱ کشف شد.
قدر مطلق سیارک برابر ۲۳.۴ است.